# Curciat-Dongalon

Curciat-Dongalon este o comună în departamentul Ain din estul Franței.